# گمینا کراینکا
گمینا کراینکا (به لهستانی:  Gmina Krajenka) یک گمینا در لهستان است که در شهرستان زوتوف واقع شده‌است. گمینا کراینکا ۱۹۱٫۷۹ کیلومتر مربع مساحت و ۷٬۲۳۰ نفر جمعیت دارد.